# Žofie Alexejevna
Žofie, či Sofie Alexejevna (rusky Софья Алексеевна, 27. září 1657 Moskva – 14. července 1704 tamt.) byla v letech 1682–1689 vladařkou Ruského carství. Tato velmi energická, rozhodná a schopná žena se do ruských dějin nezapsala příliš pozitivně. Přesto jí však nelze upřít jedno prvenství, a to že se stala první ruskou vladařkou, která svými postoji mimořádně ovlivnila budoucí vládu svého nevlastního mladšího bratra, pozdějšího cara Petra Velikého.

## Život
Žofie se narodila roku 1657 jako Romanovna, tedy jako členka jednoho z nejposvátnějších rodů na celé Rusi. Jejími rodiči byli car Alexej I. Michajlovič a jeho první žena Marie Miloslavská. Žofie byla jejich čtvrtým dítětem vedle staršího Fjodora III. Alexejeviče a mladšího Ivana V. Mladé princezně se dostalo na tehdejší ruské poměry velmi kvalitního vzdělání a výchovy, většina šlechticů a církevních hodnostářů totiž neuměla číst ani psát. Když bylo dívce dvanáct let, poznamenala její život první tragédie, zemřela jí matka. Car Alexej se záhy oženil znovu, jeho druhou manželkou se 1. února roku 1671 stala Natálie Kirillovna Naryškinová. Již v roce 1672 přišel na svět jejich první syn Petr Alexejevič, později nazvaný Veliký, a o rok později dcera Natalie (další dcera Feodora, narozená na podzim dalšího roku 1674, zemřela jako ve čtyřech letech věku). Naryškinovci tedy zatlačili Miloslavské do pozadí, což však netrvalo příliš dlouho.
Postavení ženy v Rusku na přelomu 17. a 18. století nebylo záviděníhodné. Ženy byly považovány za hloupé, neinteligentní a velmi naivní tvory, v nichž dřímalo již od narození zlo. Neměly žádná práva a běžnou součástí jejich života bylo bití, nejprve od otce, následně také od manžela. Situace příslušnic panovnického rodu vypadala trochu lépe, avšak zářivá budoucnost nečekala ani ruské princezny. Žily v těremu, což byla uzavřená část paláce, kde se věnovaly různým ručním pracím, povídaly si či hrály karty. Romanovci své princezny dokonce ani neprovdávali, protože by tím mohla být ohrožena moc dynastie. Žofii tedy pravděpodobně čekal nevábný život uzavřený ve zdech paláce, bez manžela a bez dětí.

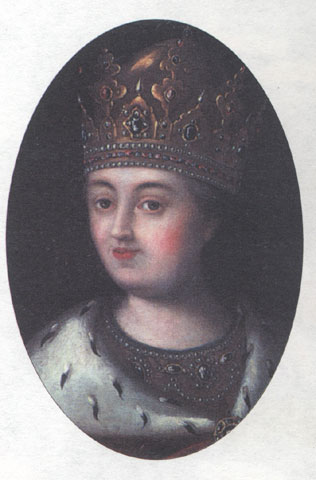
Mladá Žofie Alexejevna

V roce 1676 car Alexej Michajlovič ve věku 45 let zemřel. Novým panovníkem se stal devatenáctiletý Fjodor III. Alexejevič, čímž se moci chopili Miloslavští. Avšak jejich triumf netrval příliš dlouho. Mladý car měl chatrné zdraví, po třech letech vlády onemocněl tuberkulózou lymfatických uzlin a roku 1682 skonal. Byl zde však ještě Fjodorův vlastní bratr Ivan, s nímž ale Miloslavští příliš počítat nemohli, poněvadž byl téměř slepý a pravděpodobně i mentálně postižený. Jeden zahraniční diplomat o něm dokonce řekl: „Vypadá tak ohavně a ošklivě, že každého, kdo se na něj podívá, zabolí.“ Moskvané si za nového cara nakonec zvolili desetiletého Petra, kterého patriarcha Joakim prohlásil novým carem Rusi. Reálně však měla vládu v rukou jako regentka jeho matka Natalie Naryškinová. Tuto událost lze tedy považovat za první palácový převrat v dějinách Romanovců.
Žofie věděla, že její dny na výsluní carské moci pomalu, ale jistě končí. S tím se však panovačná princezna nechtěla smířit, a tak začala organizovat druhý palácový převrat. Svůj plán svěřila pouze těm nejvěrnějším – příbuzným Miloslavským a Tolstým, knížeti Vasiliji Golicynovi a vojevůdci knížeti Ivanu Andrejeviči Chovanskému. Potřebovala však vojáky. V polovině 16. století, v době vlády cara Ivana IV. Hrozného, vznikla stálá ruská pěchota neboli střelci. Zpočátku střelci jako elitní jednotky vítězili v mnoha bitvách, postupně se však proměnili v carovu osobní gardu, která pobírala velmi vysoký žold a těšila se mnoha privilegiím. Velitelé střelců však velmi často nevypláceli žold svým podřízeným, peníze si sami nechávali na pití a různé radovánky. Nespokojenost střelců pramenila také z neschopnosti jejich náčelníka, starého knížete Michaila Dolgorukého, postavit se proti rozkrádání žoldu vychytralými plukovníky.

Žofie dokázala dobře využít nespokojenosti střelců ve svůj prospěch. Posílala jim různé dary a vyslechla jejich stížnosti. Poté ještě začala se svými nejbližšími spojenci rozšiřovat po Moskvě různé lži. V tuto dobu se do Moskvy vrátil bojar Artamon Sergejevič Matvejev, kdysi významný velitel střelců a především hlavní zprostředkovatel sňatku Natalie a Alexeje I. Miloslavští se tedy rozhodli co nejrychleji jednat. Dne 15. května 1682 byl zahájen převrat, střelci, se seznamem zrádců v rukou, se blížili ke Kremelskému paláci s křikem: „Naryškinové zabili careviče Ivana! Na Kreml! Naryškinové zabijí celou carskou rodinu! Do zbraně! Potrestejte zrádce!“ Matvejev se okamžitě snažil situaci zachránit, a tak poslal vystrašenou regentku Natalii s malým Petrem a Ivanem na ochoz. Když rozbouřený dav střelců uviděl živého Ivana, byl značně zaskočen. Car tedy žil. Již se zdálo, že povstání bude zažehnáno, avšak kvůli zcela absurdní záležitosti se dav střelců rozohnil znovu. Mohl za to kníže Michal Dolgorukov, který byl mezi střelci neoblíbený, protože nebránil rozkrádání žoldu pro střelce zkorumpovanými důstojníky. Kníže Michal nyní začal sroceným střelcům spílat a vyhrožovat potrestáním, čímž je znovu rozzuřil. Tu se již krvelačnému povstání zabránit nedalo, střelci nejprve zabili Dolgorukova, poté vtrhli do paláce a Matvejeva rozsekali na kusy. 

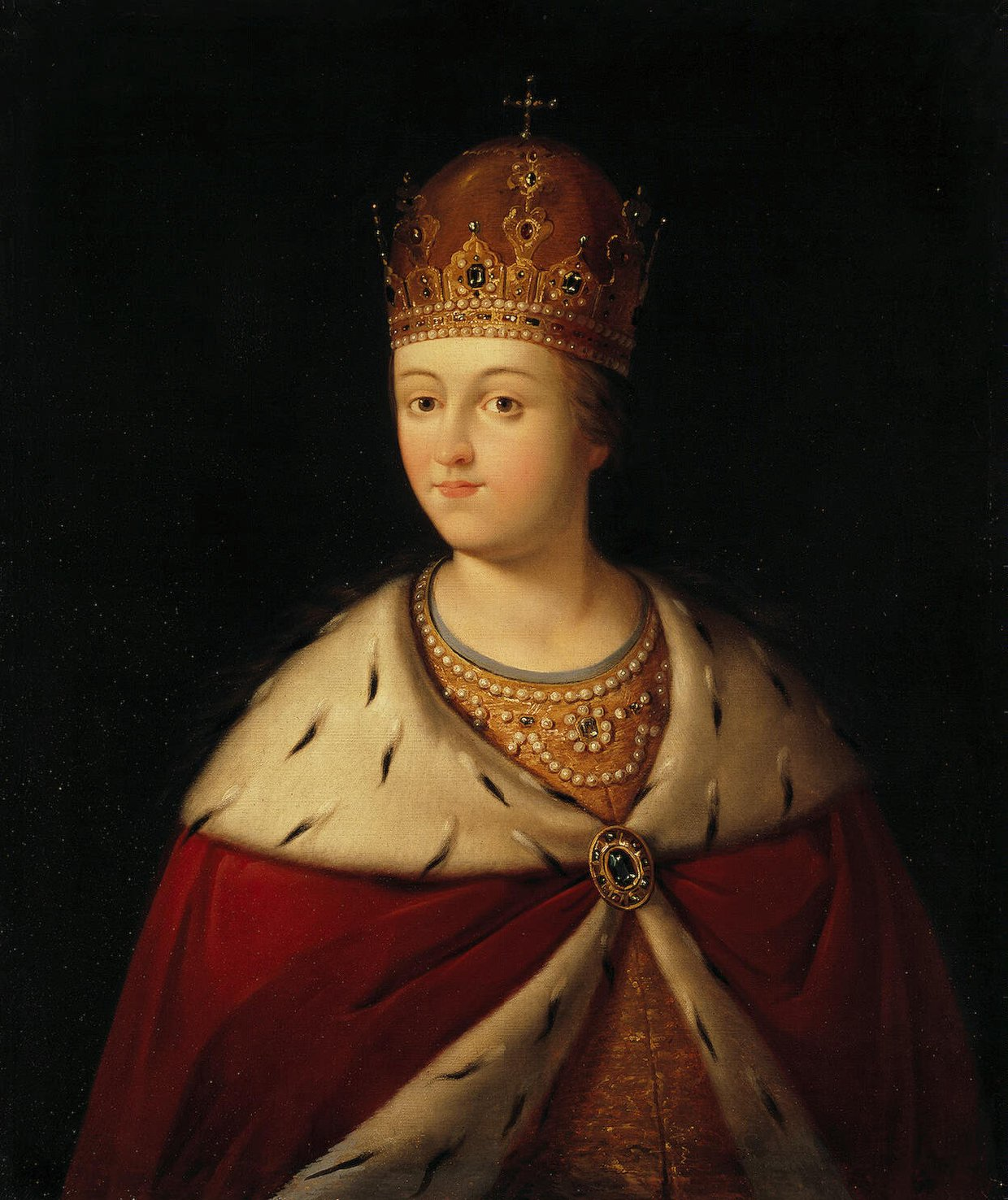
Žofie Alexejevna

 Masakrování bojarů střelci, které trvalo do 17. května, přineslo velké množství obětí, drancování a ničení. Carská rodina musela dokonce vydat bratra regentky Natalie, Ivana Naryškina, který byl nejprve za smyšlené „spiknutí“ krutě mučen, poté rozčtvrcen a kusy jeho těla nabodány na kůly na Rudém náměstí.
 
Jediný, kdo si za této krizové situace, zachoval chladnou hlavu, byla Žofie Alexejevna. Rozdávala rozkazy, jednala s povstalci a se všemi silně manipulovala. Novým velitelem střelců jmenovala Ivana Chovanského, věrného stoupence staré víry, a zprostředkovatelem zahraniční politiky učinila svého milence, knížete Golicyna. Ovšem přestože začala v době povstání reálně vládnout, potřebovala své postavení legalizovat. Princezna našla originální řešení: Rus od této doby měla dva cary (Ivana a Petra), za něž vládla ona sama jeko regentka.
Regentka se musela střelcům odvděčit, a proto začala vyplácet žold, omilostnila účastníky povstání a nechala na Rudém náměstí vztyčit sloup, kde byly napsány zločiny a jména jednotlivých velmožů, včetně Matvejeva, Dolgorukova a Ivana Naryškina. Žofie si však též velmi dobře uvědomovala, že střelci jsou velmi nespolehlivou skupinou, jejíž moc by se měla postupně omezit.
V létě roku 1682 panovala v Moskvě velmi hustá atmosféra. Vláda byla ve skutečnosti zajatcem střelců a nový velitel Chovanskij se snažil uzurpovat stále větší moc a vliv, což se regentce vůbec nelíbilo, a tak se rozhodla konat. Po vzoru svého mocného předka Ivana IV. opustila s malým Petrem i Ivanem Moskvu a odjela do opevněného Trojického kláštera. Bojarská duma mezitím odsoudila Chovanského a jeho syna Andreje k trestu smrti a zásluhou Žofiina nového oblíbence, knížete Fjodora Šaklovitého, byli Chovanští šlechtickým vojskem zajati a popraveni, čímž nepokoje skončily. O této epizodě ruských dějin vypráví opera Chovanština Modesta Petroviče Musorgského. Žofie se v listopadu, k velké úlevě Moskvanů, vrátila zpět do hlavního města. Hlavním velitelem střelců jmenovala Šaklovitého, do střeleckých pluků nasadila mnoho nových důstojníků a více než polovinu střelců poslala střežit hranice Rusi. Též tvrdě zasáhla proti starověrcům, čímž si naklonila pravoslavnou církev. Teď již měla moc plně ve svých rukou, Ivana V. držela uvnitř Kremlu, malého Petra i s Natalií poslala do vesnice Preobraženskoje, kde budoucí car Rusi vyrůstal až do svých sedmnácti let. Petr žil mimo velkou politiku, nemohl se zde soustavně připravovat na vládu a dokonce mnohdy trpěl hmotnou nouzí. Žofie se snažila zabránit jakékoli Petrově výchově a vzdělávání, a tak podporovala různé carovy záliby či „potěchy“.
Povstání střelců mělo rozhodující vliv na formování osobnosti malého cara Petra. Během těchto několika dnů si vytvořil velmi silný odpor ke Kremlu a celé Moskvě. Vládla odtud jeho nenáviděná polorodná sestra Žofie, byl zde svědkem zavraždění mnoha svých příbuzných a později zde žila i jeho vnucená, nemilovaná manželka Jevdokije. Rok 1682 tedy znamenal zásadní zlom pro celé ruské dějiny. Car Petr od střeleckého povstání nenáviděl tradiční zkostnatělost ruských obřadů, pravoslavné církve, vousatých kněží a bojarů. Nesnášel tradiční starou Rus, a jak dodává jeden historik: „Na Rudém schodišti v Kremlu střelci nezabili pouze lidi. Zabili také dětskou duši Petra I.“
Po roce 1683 se „samovládkyně“ – gosudarka Žofie zaměřila především na zahraniční politiku, a to s pomocí knížete Vasilije Golicyna, velkého znalce západních poměrů a podporovatele reforem. Proti komu však mohla bojovat a čí území mohla získat? Velkým nepřítelem Ruska byl krymský chanát, vazalské území Turků. Tataři odtud plenili ruské území, loupili a unášeli lidi. S radostí tedy regentka souhlasila se vstupem Ruska do svaté ligy proti Turkům. Vypočítavá vládkyně si však navíc vymohla uzavření věčného míru s Polskem, Rusku byly tedy konečně uznány državy, které získalo na úkor Polska během 17. století. V čele ruského vojska stanul Golicyn, který však na rozdíl od svých diplomatických schopností nedisponoval schopnostmi velitelskými. Obě krymská tažení, která proti Turkům podnikl, skončila fiaskem. Roku 1689 se v Moskvě pomalu schylovalo k nové vládní krizi.

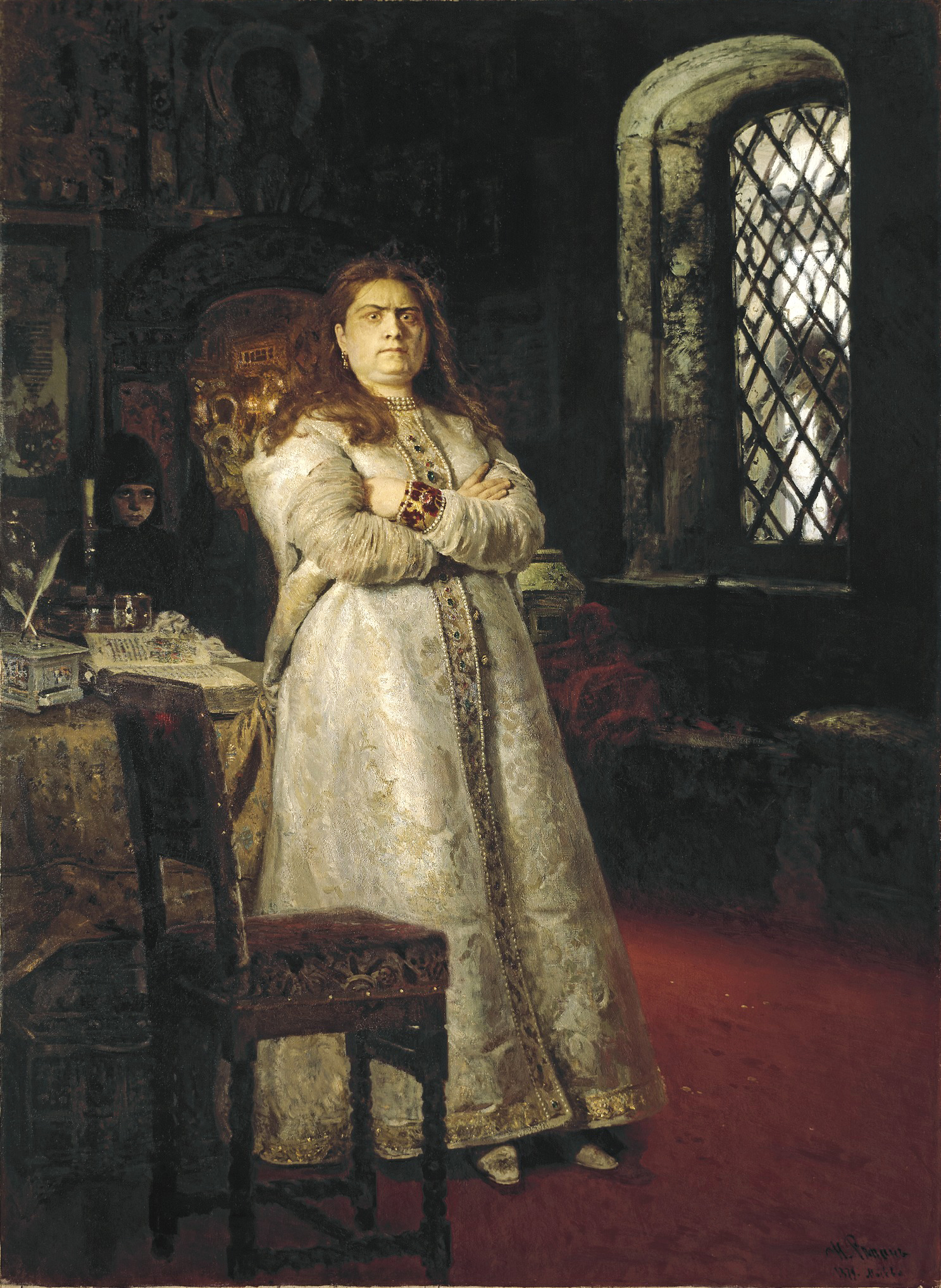
Žofie Alexejevna (v díle Ilji Repina)

Car Petr oslavil roku 1689 své sedmnácté narozeniny a oženil se s Jevdokijí Fjodorovnou Lopuchinovou, která záhy otěhotněla, čímž bylo jasně prokázáno, že Petr dospěl. Stále častěji docházelo ke střetům mezi carem a jeho polorodou sestrou. Žofie se svými nejbližšími stoupenci Golicynem a Šaklovitým začala uvažovat o novém převratu. Avšak situace byla zcela jiná než před sedmi lety. Střelci se změnili a car dospěl, nebylo důvodu, aby Rusi nadále vládla žena.
Na začátku srpna 1689 dorazili věrní střelci do Preobraženského s informací o chystaném převratu. Mladý car, zastrašen vzpomínkou na hrůzy z Rudého schodiště, okamžitě s rodinou vyrazil do Trojického kláštera, kam za ním později přijel celý malý dvůr. Tu se již stahovala mračna nad osudem „carevny“ Žofie. Ta chtěla situaci ještě narychlo uklidnit, a tak za Petrem poslala patriarchu Joakima, který se však okamžitě přidal na carovu stranu. Do kláštera hlavu církve následovali bojaři, střelci a dokonce i sama Žofie, s níž však Petr odmítl jednat. Musela odejít do Novoděvičího kláštera v Moskvě, kde byla střežena mnoha vojáky, kníže Šaklovitý byl popraven a kníže Golicyn odsouzen do vyhnanství v Pustozersku na severním Urale.
V září se Petr vrátil zpět do Moskvy a společně s bratrem Ivanem se ujal vlády nad Rusí. Někdejší mocné vládkyni však ještě jednou svitla naděje na obnovení moci, a to roku 1698. Bojaři byli nespokojeni s carovým "německým" způsobem života, střelci byli odsunuti na litevskou hranici a nemohli se vrátit domů do Moskvy. I přes Petrův zákaz se sice do metropole vrátili, avšak byli vyhnáni. Žofie se pokusila ještě naposled svými intrikami rozpoutat převrat. Z kláštera střelcům zaslala dopis, že o carovi nejsou žádné zprávy a vyprovokovala nakonec další povstání, které však věrní Petrovi stoupenci rozdrtili a zajali, Petr poté střelecké oddíly prakticky zlikvidoval masovými popravami. Petr se samozřejmě dověděl o Žofiině rozkazu táhnout na Moskvu, ta však všechno popřela, a tak car rozhodl, že nadále v klášteře již nebude pobývat jako carevna, ale pouze jako řeholní sestra Zuzana. Tato kdysi mocná žena v Novoděvičím klášteře skonala v tichosti a zapomnění 3. července 1704, pohřbena je v kryptě klášterního chrámu Smolenské ikony Boží Matky.
Žofie Alexejevna, tato velmi rozporuplná žena, nikdy nedopřála klidu ruské historiografii. Existuje mnoho kontroverzních názorů, u nichž některé v ní vidí to nejhorší, co kdy mohlo Rusko postihnout, ale mnozí ji naopak považují za nejvýznamnější ženu světových dějin. Pravda bude zřejmě někde jinde. Tato rozhodná a energická vladařka byla schopna po velmi dlouhé době uzavřít mír s Polskem a vydat mnoho důležitých zákonů. Byla první ruskou panovnicí novověkých dějin, která se dostala z těremu až na carský trůn, místo do té doby Bohem svěřené pouze mužům. Dynastie Romanovců se tedy může pyšnit nejen revolučním carem Petrem I. Velikým, ale i emancipovanou a odhodlanou carevnou Žofií.